# Iris galatica
Iris galatica är en irisväxtart som samlades in av Walter Siehe och som beskrevs av Walter Irving. Iris galatica ingår i släktet irisar, och familjen irisväxter. Inga underarter finns listade i Catalogue of Life.

## Bildgalleri

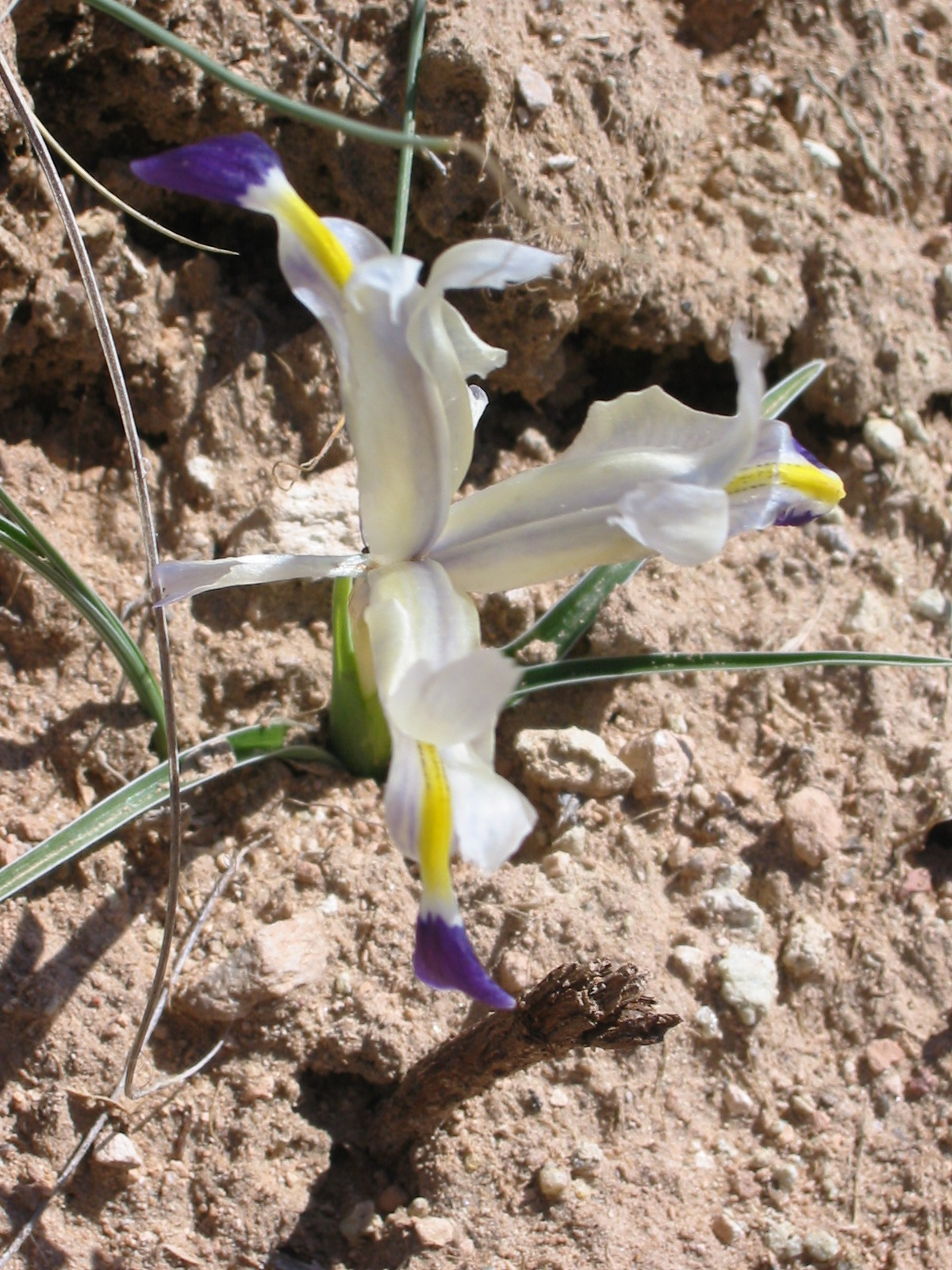